# 県道153号 (台湾)
県道153号（けんどう153ごう）は、雲林県麦寮郷から同県北港鎮を結ぶ、全長17.267kmの台湾の県道である。

## 通過する自治体
- 雲林県
  - 麦寮郷
  - 東勢郷
  - 四湖郷
  - 北港鎮

## 接続する道路
- 台17線
- 県道138甲線
- 台78線（インターチェンジ）
- 県道158号
- 県道160号
- 県道155号

## 施設
- 安南国小学校
- 東光国小学校

## 支線

### 甲線
県道153号甲線（けんどう153ごうこうせん）は、雲林県麦寮郷後安寮から同県同郷麥寮を結ぶ全長、6.233kmの台湾の県道である。

### 通過する自治体
- 雲林県
  - 麦寮郷

### 接続する道路
- 台61線
- 県道156号
- 県道153号